# Inverness-shire
Inverness-shire (gaèlic escocès : Siorrachd Inbhir Nis ) és un dels comtats tradicionals d'Escòcia. S'estén pel nord-oest d'Escòcia, es troba a la vora de les Highlands i és l'antic comtat escocès més gran. També inclou les illes de North Uist i South Uist i parts de Harris. La ciutat històrica d'Inverness és la capital dels Highlands. El Consell del Comtat d'Inverness-shire es va basar originalment en el castell d'Inverness, però es va traslladar a noves oficines a Ardross Street el 1963.
Inverness-shire va existir com a comtat administratiu entre 1890 i 1975 i després es va fusionar amb els districtes de Badenoch i Strathspey, Inverness, Lochaber i Skye i Lochalsh de la regió de Highland i el nou districte administratiu de Western Isles. L'any 1996 es van dissoldre els districtes de la regió de Highland i es va formar l'Àrea del Consell de Highland a partir de tota la regió. Inverness-shire sobreviu avui en dia com una de les àrees de lloctenència d'Escòcia.

## Història

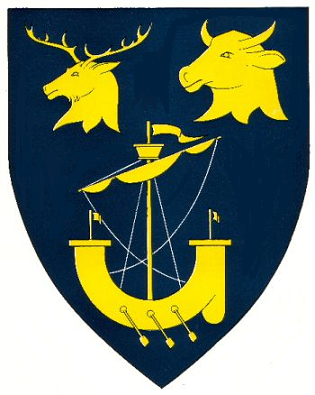
Armes

A l'escut, la galera representa el clan Chattan, que es va alinear sota la bandera de Somerled, Senyor de les Illes. El cap de cérvol prové del crest dels Frasers de Lovat, mentre que el cap de bou prové de la crest dels MacLeods . Sol portar un lema en gaèlic i significa "Per al bé del comtat".
A l'est de la ciutat d'Inverness hi ha el camp de batalla on l'últim reial escocès , "Bonnie Prince Charlie", va perdre la batalla de Culloden contra els anglesos el 1746. Uns quilòmetres més enllà, prop del riu Nairn, hi ha el Balnuaran de Clava, tres dels turons rodons que van donar a tot el gènere el nom de Clava Cairns. Alguns dels brochs ben conservats es troben a la costa oest i forts antics com Craig Phadrig (Patrick) i Dun-da-Lamh es troben al costat del canal de Caledònia.
Les parròquies civils encara s'utilitzen per a alguns propòsits estadístics, i es publiquen xifres censals separades per a elles. Com que les seves àrees no han canviat en gran manera des del segle XIX, això permet comparar les xifres de població durant un període prolongat. El 1854 a Inverness-shire hi havia 29 parròquies civils; 7 part parròquies civils; i 5 parròquies parlamentàries.

### Parròquies civils
- Abernethy i Kincardine
- Alvie
- Ardersier
- Arisaig i Moidart
- Barra
- Boleskine i Abertarff
- Bracadale (a Skye)
- Cawdor part (ara a Nairnshire)
- Cromdale, Inverallan i Advie
- Croy, Highli i Dalcross, Highli
- Daviot
- Dunlichity
- Dores
- Duirinish (a Skye)
- Duthil i Rothiemurchus
- Glenelg
- Harris
- Inverness i Bona[4]
- Kilmallie
- Kilmonivaig
- Kilmorack
- Kilmuir (a Skye)
- Kiltarlity i Convinth
- Kingussie i Insh
- Kirkhill
- Laggan or Kinloch Laggan
- Moy i Dalarossie
- North Uist
- Petty
- Portree (a Skye)
- Sleat (a Skye)
- Small Isles
- Snizort (a Skye)
- South Uist
- Strath (a Skye)
- Urquhart i Glenmoriston
- Urray (parcialment a Ross-shire; des de 1891)

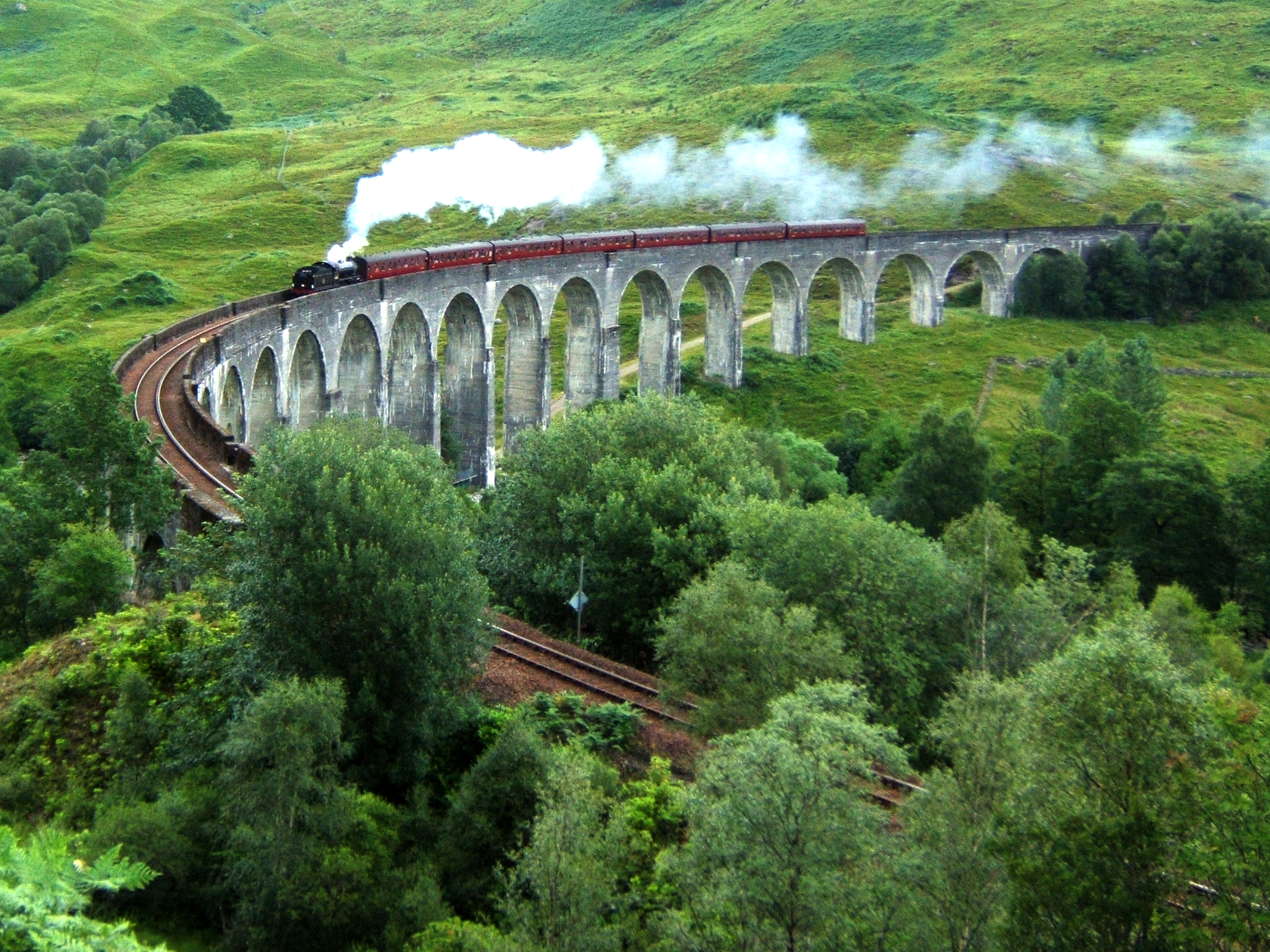
El viaducte de Glenfinnan : construït el 1897/98 i es va fer famós per tres pel·lícules de Harry Potter

S'han produït molts canvis des del període de la Reforma:

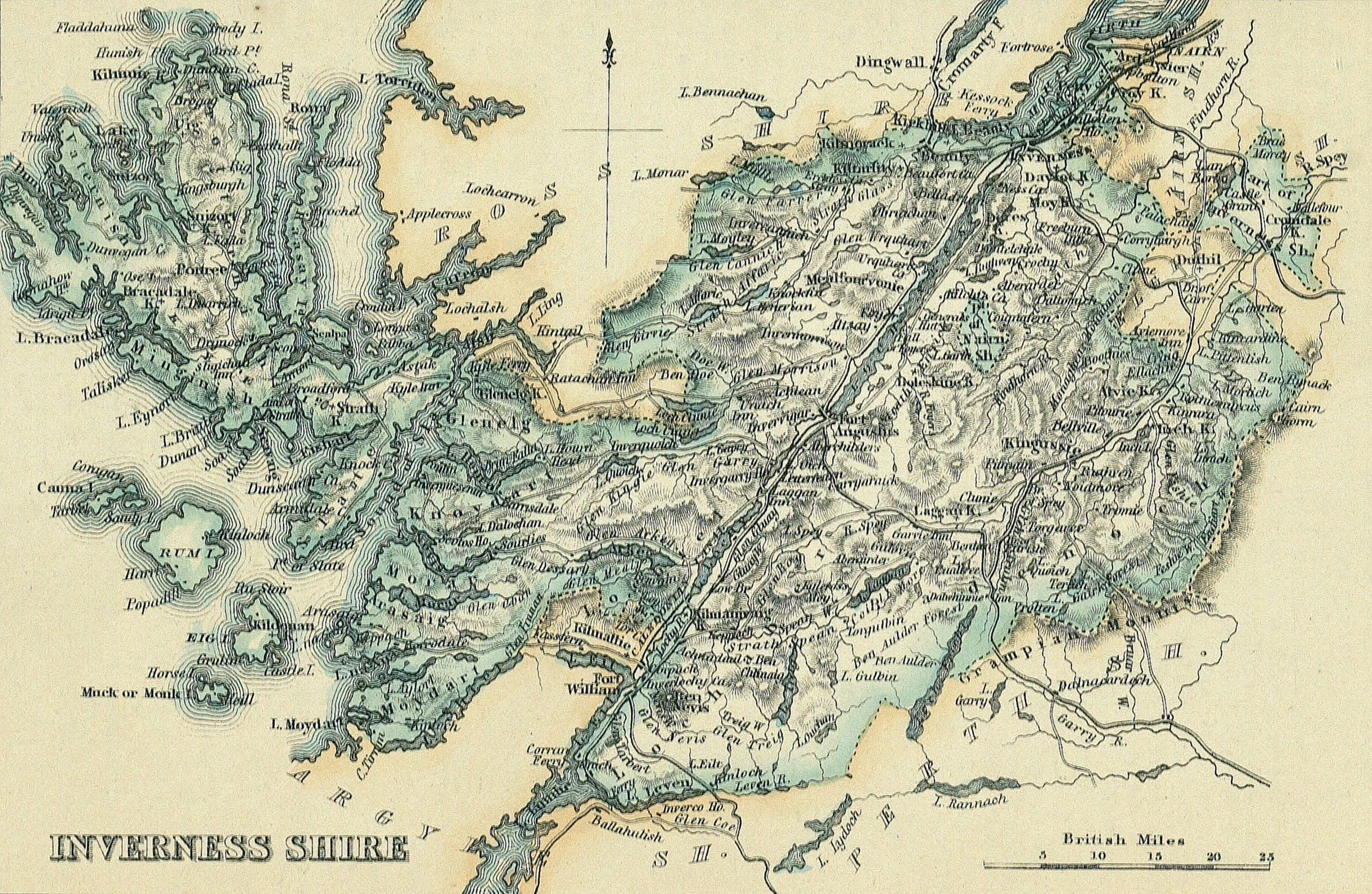
Mapa d'Inverness-shire

- North Uist era una unió de les antigues parròquies de Kilmuir i Si; South Uist de les parròquies de Benbecula, Howmore i Kilpeter.[5]
- Croy i Dalcross, i Kiltarlity i Convinth, es van unir c. 1500.[6][7]
- Abernethy i Kincardine, i Urquhart i Glenmoriston, es van unir a la Reforma.[8] Al mateix temps, Petty es va formar per la unió de les antigues parròquies de Petyn i Bracholy (o Brackley).[9]
- Boleskine i Abertarff, i Inverness i Bona, i Daviot i Dunlichity, es van unir el 1618.[10][11][12] Al mateix temps, Kirkhill es va formar per una unió de les antigues parròquies de Wardlaw i Farnua.[13]
- Duthil i Rothiemurchus es van unir el 1630.[14]
- Small Isles es va crear a partir de Sleat el 1726; inusualment, no hi havia cap església parroquial i la congregació es reunia a l'escola d'Eigg.[15] Hi ha alguns indicis que Canna i Kildonan (Eigg) podrien haver estat parròquies medievals en una data anterior.[16][17]
- En algun moment del segle XIX, Arisaig i Moidart es van crear a partir de la parròquia d'Ardnamurchan (la resta d'aquesta parròquia es trobava a Argyllshire). Arisaig (també conegut com Kilmorie) i una altra parròquia, Eilean Fhianain, eren parròquies medievals unides a Ardnamurchan durant la Reforma.[18]
- Portree es va crear a partir de parts de les parròquies de Snizort i Kilmuir el 1726.[19]
- Kingussie i Insh, i Moy i Dalarossie, es van unir en una data desconeguda.
- Minginish (Skye) va ser absorbit per Bracadale; Trumpan va ser absorbit en duirinish; Uig fou absorbit en Snizort;[20] Rodel va ser absorbit per Harris;[5] Kilmaluoc (Raasay) va ser absorbit a Snizort o Kilmuir.[21]

## Geografia

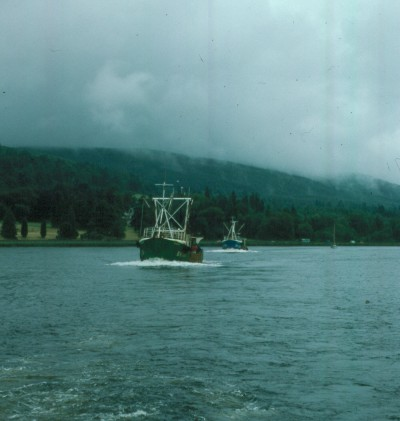
Barques de pesca al llac Ness just abans d'entrar al canal de Caledònia (maig de 1992)

Inverness-shire és el comtat més gran d'Escòcia i el segon més gran del conjunt del Regne Unit després de Yorkshire. Limita amb Ross-shire al nord, Nairnshire, Moray, Banffshire i Aberdeenshire a l'est, i Perthshire i Argyllshire al sud.
El llac Ness és un 35 Quilòmetres més llargs i fins a 1,6 llac d'aigua dolça d'ample km. En alguns llocs és d'uns 250 m de profunditat. És famós pel seu llegendari monstre Nessie. Aquí hi ha un paisatge espectacular i moltes atraccions. També hi ha històries sobre alguns altres llacs. El Great Glen no només actua com a via fluvial a través del canal de Caledònia entre l'oceà Atlàntic i el mar del Nord, sinó que també és un camí per a les aus.
A l'oest d'Inverness-shire es troben North Uist i South Uist; pertanyen a les Illes Occidentals. Les illes semblen dividides pel mig. A l'est dominen els erms, els brucs i els turons accidentats, mentre que l'oest és suau (dominen les costes sorrenques i les pastures). El subministrament d'aliments també depèn de la connexió del ferri.
Llistat de llocs on hi ha informació turística :
- Fort William
- Inverness
- Kyle de Lochalsh
- Lewiston
- Llac Ness

## Hèbrides

### Hèbrides Interiors
- Airor Island
- Am Bi-bogha Beag
- Am Bi-bogha Mhòr
- Am Bord (o Lord Macdonald's Table)
- Am Fraoch-eilean
- An Dubh-sgeir
- An Dubh Sgeir
- An Garbh-eilean
- An Glas Eilean
- An t-Iasgair
- Ascrib Islands
- Bogh Oitir
- Clac nan Ràmh
- The Cleats
- Clett
- Corr Eilean
- Cow Rock
- Dubh Sgeir
- Eigg
- Eilean a' Chaolais
- Eilean a' Choire
- Eilean a' Chuilinn
- Eilean a' Ghaill
- Ealean a' Gharb-làin
- Eilean a' Mhuineil
- Eilean a' Phiobaire
- Eilean Aigastan
- Eilean an Eòin
- Eilean an Fheidh
- Eilean an Fhraoich
- Eilean an Inbhire
- Eilean an Sgùrra
- Eilean a t-Sabhail
- Eilean an t-Snidhe
- Eilean Buidhe
- Eilean Chathastail
- Eilean Chlamail
- Eilean Coille
- Eilean Dà Chuain
- Eilean Dearg
- Eilean Fladday
- Eilean Gaineamhach Boreraig
- Eilean Garbh
- Eilean Ghiubhais
- Eilean Gobhlach
- Eilean Heast
- Eilean Ighe
- Eilean Maol
- Eilean Mhogh-sgeir
- Eilean Mòr
- Eilean na h-Àirde
- Eilean na h-Arcairseid
- Eilean na h-Oitire
- Eilean na Glaschoille
- Eilean nam Bairneach
- Eilean nan Cabar
- Eilean nan Gobhar
- Eilean nan Trom
- Eilean Port nam Murrach
- Eilean Ràrsaidh
- Eilean Raonuill
- Eilean Reamhar
- Eilean Ruairidh
- Eilean Seamraig
- Eilean Sgorach
- Eilean Shamadalain
- Eilean Shona
- Eilean Sionnach
- Eilean Thuilm
- Eilean Tigh
- Eilean Tioram (Loch Hourn)
- Eilean Tioram (Loch Nevis)
- Eilean Trodday
- Eileanan Dubha
- Fladda-chùain
- Flod Sgeir
- Gaeilavore Island
- Gairbh Eilein
- Garbh Eilean
- Gearran Island
- Glas Eilean
- Griana-sgeir
- Guillamon Island
- Harlosh Island
- Holoman Island
- Isay
- Lampay
- Longay
- Luinga Beag
- Luinga Mhòr
- Macleaod's Maidens
- Manish Island
- Meallan Odhar
- Mingay
- Na Gamhnachain
- Ornsay
- Oronsay
- Pabay
- Raasay
- Riska Island
- Roag Island
- Samalaman Island
- Sandaig Islands
- Scalpay
- Sgeir a' Chuain
- Sgeir a'Ghaill
- Sgeir an Fheòir
- Sgeir an t-Struith
- Sgeir Biodaig
- Sgeir Chnapach
- Sgeir Dhearg
- Sgeir Dorcha
- Sgeir Fhada
- Sgeir Ghainmheach
- Sgeir Ghlas
- Sgeir Gobhlach
- Sgeir Leathan
- Sgeir Mhòr
- Sgier na Caillich
- Sgeir na h-Éireann
- Sgeir nam Biast
- Sgeir nam Maol
- Sgeir nan Eilid
- Sgeir nan Ruideag
- Sgeir Shuas
- Sgeir Thraid
- Sgeirean Buidhe Bhorlum
- Sgeirean Dubha Fhiadhach
- Sgeirean Gobhlach
- Sgeirean Glasa
- Sgeirean Ràrsaidh
- Skye
- Soay
- South Rona
- Staffin Island
- Sula Skerry
- Tarner Island
- Tulm Island
- Wiay

### Hèbrides Exteriors
- Baleshare
- Barra
- Barra Head (o Berneray)
- Bearran
- Benbecula
- Berneray
- Bhacasaigh
- Bhaiteam
- Bhatam
- Bhorogaigh
- Bhotarsaigh
- Bior-eilean
- Boreray
- Cafuam
- Caigionn
- Càiream
- Calabhagh
- Calbhaigh (múltiples illes amb aquest nom)
- Callum More
- Caolaigh
- Causamul
- Ceallasaigh Beag
- Ceallasaigh Mòr
- Cearstaigh
- Cliasaigh Beag
- Cliasaigh Mòr
- Collam
- Copaigh
- Corr-eileanan
- Crago
- Craobaghan
- Creag na Staid
- Creag nan Sealladh
- Cuidhnis
- Cuidsgeir
- Deasgeir
- Dioraigh
- Dubh-Sgeir Mhòr
- Duisgeir (northern)
- Duisgeir (south-east)
- Duisgeir (south-west)
- Dùn Àrn
- Dùn Corr Mòr
- Eilean a' Bhogha
- Eilean a' Gheoidh
- Eilean a' Ghiorr
- Eilean a' Ghuail
- Eilean a' Mhadaidh
- Eilean a' Mhail
- Eilean a' Mhòrain
- Eilean Àird Rainis
- Eilean an Fhèidh
- Eilean an Fhraoich Miatha
- Eilean an Rubha
- Eilean Baile Gearraidh
- Eilean Bhàlaig
- Eilean Bheirean
- Eilean Chàirminis
- Eilean Chòdam
- Eilean Chrossain
- Eilean Chuidhtinis
- Eilean Cuithe nam Fiadh
- Eilean Direcleit
- Eilean Dubh Chollaim
- Eilean Dubh na Muice
- Eilean Fhionnlaidh
- Eilean Fhionnsabhaigh
- Eilean Fuam
- Eilean Iochdrach
- Eilean Leathan
- Eilean Lingreabhaigh
- Eilean Mhànais
- Eilean Mhàraig
- Eilean Mhiàthlais
- Eilean Mhic Caoilte
- Eilean Mhic Fhionnlaidh
- Eilean Mhidinis
- Eilean na Cille
- Eilean na Cloiche
- Eilean na h-Àirigh
- Eilean na Gearrabreac
- Eilean na Praise
- Eilean na Sgaite
- Eilean na Sgùirr
- Eilean nam Bridianach
- Eilean nan Carnan
- Eilean nan Each
- Eilean nan Gamhna
- Eilean nan Gearr
- Eilean nan Imireachean
- Eilean nan Mult
- Eilean Ornais
- Eilean Rainich
- Eilean Reinis
- Eilean Reinigeadail
- Eilean Sheumais
- Eilean Stocanais
- Eilean Trostain
- Eileana Dubha
- Eileanan a' Gheòidh
- Eileanan a' Ghille-bheid
- Eileanan Àrda
- Eileanan Chearabhaigh
- Eileanan Dubha
- Eileanan Iasgaich
- Eileanan Stafa
- Ensay
- Eriskay
- Fathoire
- Fearamas
- Fiaraigh
- Fladaigh
- Flodaigh Beag
- Flodaigh Mòr
- Flodday, Loch Maddy
- Flodday (Sound of Barra)
- Flodday (Vatersay)
- Fodragaigh
- Fuday
- Fuidheigh
- Fuidheigh Beag
- Fuam
- Fuam an Tolla
- Fuam na h-Ola
- Fuam Raonaid
- Gàisgeir
- Gàisgeir Beag
- Garbh Lingeigh
- Gasay
- Gèarum Beag
- Gearum Mòr
- Gighay
- Gilsaigh
- Glas Eilean Mòr
- Glas-eilean na Creige
- Glas-sgeir
- Glas Sgeir
- Gloraig a' Chaimbeulaich
- Gloraig Dubh
- Gloraig Hùisinis
- Gloraig Iosal
- Gloraig Tharasaigh
- Gousman
- Greanamul
- Greanamul Deas
- Grèine Sgeir
- Grèineam
- Grianamul
- Grimsay
- Gròdaigh
- Guanan
- Gumersam Beag
- Gumersam Mhòr
- Hairteamul
- Hamarsaigh
- Harris (part de l'illa de Lewis and Harris )
- Haskeir
- Hèalam
- Heastam Sròmaigh
- Heisgeir a-muigh
- Heisgeir a-Staigh
- Heisgeir Eagach
- Heisteamuil
- Hellisay
- Hermetray
- Hestam
- Holaisgeir
- Horaigh
- Huanaraigh
- Hulmatraigh
- Iosaigh
- Killegray
- Kirkibost
- Lamalum
- Langa Sgeir
- Lingeigh (múltiples illes amb aquest nom)
- Lingeigh, North Uist
- Lingeigh Fhada
- Liungaigh
- Liursaigh Dubh
- Liursaigh Glas
- Lonachan
- Madadh Beag
- Madadh Gruamach
- Madadh Mòr
- Màitheigh Riabhach
- Màitheigh Glas
- Mail Dòmhnaich
- Maragaidh Beag
- Maragaidh Mòr
- Màsgeir
- Mealla Brù
- Mile-sgeir
- Mingulay
- Monach Islands
- Muldoanich
- Nàrstaigh
- North Uist
- Oisteim
- Oitir Bheag
- Opasaigh
- Or Eilean
- Orasaigh (múltiples illes amb aquest nom)
- Orasaigh Uisgeabhagh
- Pabbay (Harris)
- Pabbay (Barra)
- Racaisgeirean
- Rangas
- Righe nam Bàn
- Riobhagan Mhidinis
- Ronay
- Ròsaigh
- Rusgaigh
- Saghaigh Beag
- Saghaigh Mòr
- Sandray
- Sàrstaigh
- Scalpay
- Scarp
- Sgarabaigh
- Sgeir a' Bhuallt
- Sgeir a' Chàil
- Sgeir a' Chàise
- Sgeir a' Cheòthain
- Sgeir a' Chlogaid
- Sgeir a' Chuain
- Sgeir an Daimh
- Sgeir an Fhèidh
- Sgeir an Lèim Mhòir
- Sgeir an Rubha Mhòir
- Sgier Cnoc Easgann
- Sgeir Cruaidh
- Sgeir Dhomhnaill Chaim
- Sgeir Dhubh
- Sgeir Dubh Mòr
- Sgeir Fhadabhig
- Sgeir Fhiaclach Bheag
- Sgeir Fhiaclach Mhòr
- Sgeir Ghlas
- Sgeir Ghobhlach
- Sgeir Hal
- Sgeir Liath
- Sgeir Mhic Coma
- Sgeir Mhic Iamain
- Sgeir Mhòr
- Sgeir Mhurain
- Sgeir na Muice
- Sgeir na Parlamaid
- Sgeir na Snàthaid
- Sgeir nam Bàirnichean
- Sgeir nan Uibhein
- Sgeir Oireabhal
- Sgeir Sìne
- Sgeir Tarcall
- Sgeir Urgha
- Sgeirean Fiaclach
- Sgeirean Màs a' Mhill
- Sgeirislum
- Sgeotasaigh
- Shillay
- Siolaigh Beag
- Siolaigh Mòr
- Siusaigh
- Sleicham
- Snuasamul
- Sòdaigh Bheag
- Sòdaigh Mòr
- Solon Mòr
- Solon Beag
- South Uist
- Spleadhairs
- Spuir
- Sròmaigh
- Stangram
- Steisaigh (múltiples illes amb aquest nom)
- Stiolamair
- Stiughaigh
- Stiughaigh na Leum
- Stulaigh
- Suam
- Sùnam
- Sùnamul
- Sursaigh
- Taigh Iamain
- Taitealach
- Taransay
- Tathanais
- Thamarasaigh
- Theisgeir a-muigh
- Torogaigh (East)
- Torogaigh (West)
- Traillisgeir
- Triallabreac
- Triallabreac Mòr
- Treanaigh
- Uineasan
- Vallay (Bhalaigh en Gaelic)
- Vatersay
- Wiay

## Transport

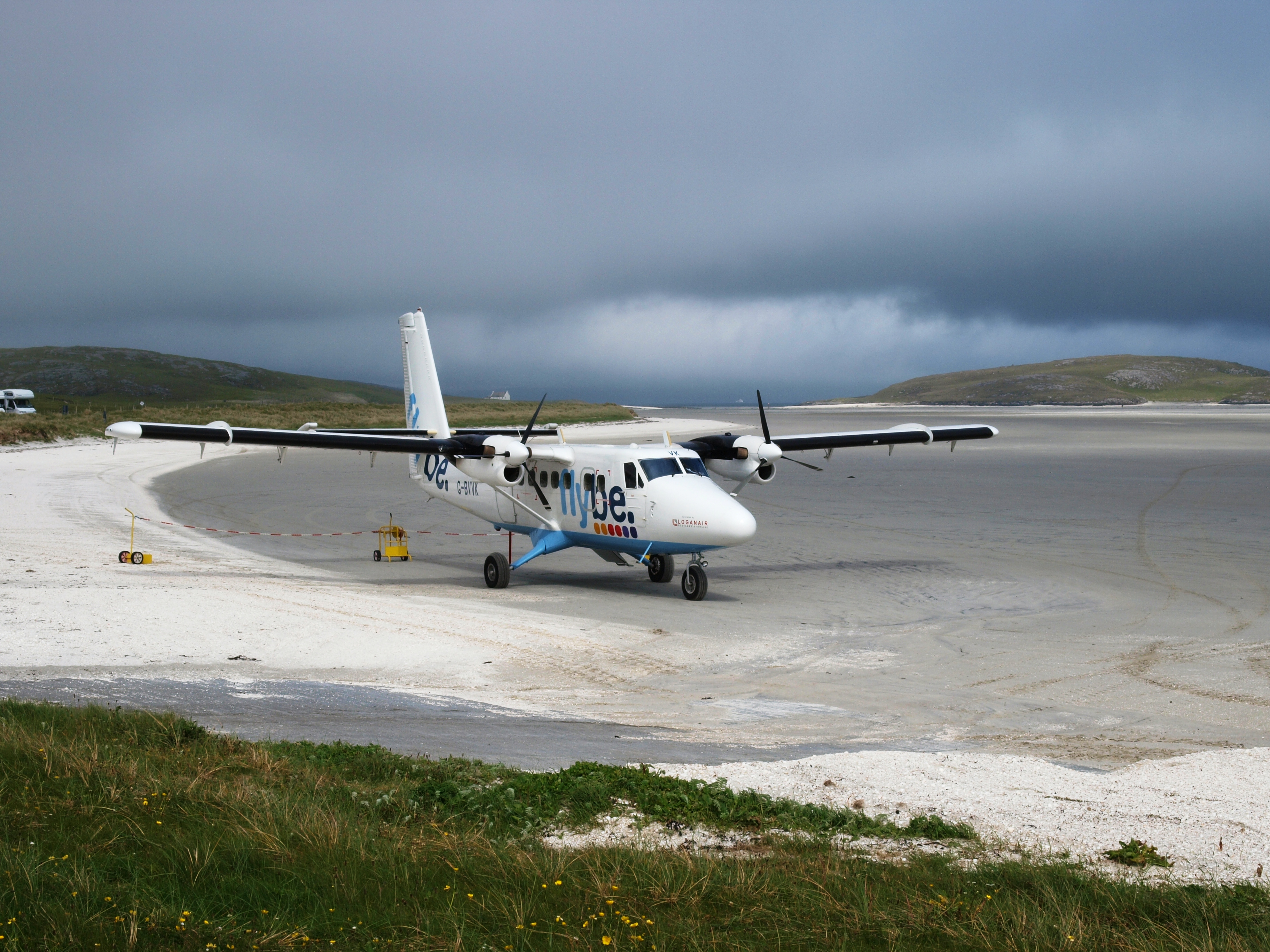
Platja de Barra com Aeroport

Nombrosos ferris connecten les illes de les Hèbrides Exteriors, les Hèbrides Interiors i el continent escocès. Hi ha tres aeroports al comtat: Inverness, Benbecula i Barra. Tots tres operen vols dins d'Escòcia, i Inverness també ofereix vols a altres ciutats del Regne Unit, així com a algunes destinacions d'Europa. L'aeroport de Barra és famós dins dels cercles de l'aviació, ja que és l'únic aeroport del món on els vols regulars utilitzen una platja com a pista.
La Highland Main Line connecta Inverness per ferrocarril amb Perth al sud, Kyle of Lochalsh a l'oest i Thurso / Wick al nord. La West Highland Line connecta Fort William amb Mallaig. La línia principal d'Inverness a Aberdeen també dona servei a Nairn dins de l'àrea del Highland Council.Diverses companyies d'autobusos donen servei a les ciutats més grans del comtat, com ara Stagecoach Group i Scottish Citylink . Shiel Buses opera autobusos locals a la zona de Fort William. Stagecoach opera diverses rutes d'autobús a l'illa de Skye.